# Vinevo
Vinevo (în bulgară Винево) este un sat în Obștina Mineralni Bani, Regiunea Haskovo, Bulgaria.

## Demografie
Componența etnică a satului Vinevo
     Turci (93,02%)
     Nicio identificare (6,97%)
     Altele (0%)
La recensământul din 2011, populația satului Vinevo era de 258 locuitori. Din punct de vedere etnic, majoritatea locuitorilor (93,02%) erau turci. Pentru 6,97% din locuitori nu este cunoscută apartenența etnică.